# Christian Schwarz (Politiker, 1581)

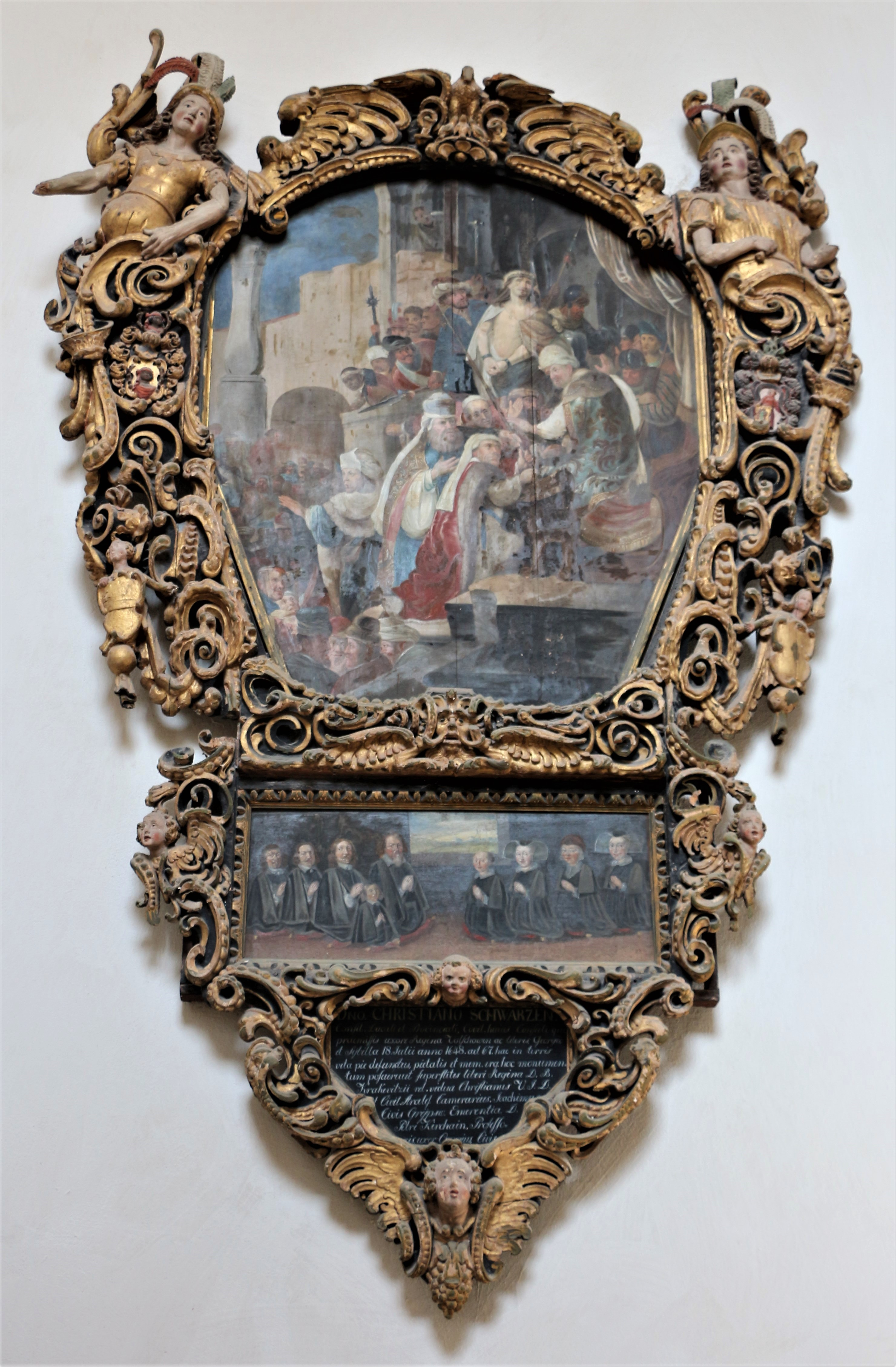
Epitaph für Christian Schwarz im Greifswalder Dom. Das Hauptbild zeigt Jesus vor Pilatus. Im Bild darunter ist Schwarz mit seiner Familie, einschließlich der vor ihm verstorbenen Familienmitglieder, abgebildet.

Christian Schwarz, auch Schwartz (* 24. Dezember 1581; † 18. Juli 1648) war Bürgermeister von Greifswald und Landrat im Herzogtum Pommern.

## Leben
Christian Schwarz war ein Sohn des Greifswalder Kaufmanns Jürgen (Georg) Schwarz († 1596) und dessen zweiter Frau Emerentia Schmiterlow, Tochter des Greifswalder Bürgermeisters Bertram Schmiterlow und der Anna Bünsow. Ab 1597 begann er an der Universität Greifswald ein Studium der Rechte.
Er wurde Stadtrichter und 1610 Ratsherr in Greifswald. 1631 wurde er Bürgermeister der Stadt und herzoglich pommerscher Landrat. 
Christian Schwarz war seit 1606 mit Regina Völschow (1582–1630) verheiratet, Tochter der Greifswalder Ratsherrn Joachim (Jochen) Völschow und der Sibilla Mevius sowie Witwe des Greifswalder Bürgermeisters Jochen Brunnemann. Während der Unruhen des Dreißigjährigen Krieges lebte die Familie zeitweise auf ihrem Landgut Frätow. Seine Frau starb 1630 an der Pest. Nachdem das Gut 1637 von schwedischen Truppen zerstört worden war, floh die Familie zunächst nach Stralsund, später nach Upatel bei Gützkow.
Der Ehe entstammten vier Söhne (ein Sohn namens Georg, starb als Kind) und drei Töchter:
- Regina, verheiratet in erster Ehe mit Christoph Bünsow († 1629),[2] in zweiter Ehe mit Barthold von Krakewitz
- Christian Schwarz (1610–1679), Bürgermeister von Stralsund, schwedisch-pommerscher Landrat
- Joachim († 1660), Greifswalder Ratsherr
- Emerentia, verheiratet in erster Ehe mit Hermann Queren (1610–1643), in zweiter Ehe mit Peter Kirchain (1618–1657)
- Georg, Greifswalder Bürger
- Sibylla Schwarz (1621–1638), Dichterin

Die ihn überlebenden Kinder stifteten nach seinem Tod ein Epitaph, das sich im Dom St. Nikolai befindet.